# Antonio Gómez Cantero
Antonio Gómez Cantero (ur. 31 maja 1956 w Quijas) – hiszpański duchowny katolicki, biskup diecezjalny Teruel i Albarracín w latach 2017–2021, biskup Almerii od 2021.

## Życiorys

### Prezbiterat
Święcenia kapłańskie otrzymał 17 maja 1981 i został inkardynowany do diecezji Palencia. Był m.in. diecezjalnym duszpasterzem młodzieży i powołań, wykładowcą i rektorem diecezjalnych seminariów, a także wikariuszem generalnym diecezji i moderatorem kurii.

### Episkopat
17 listopada 2016 papież Franciszek mianował go biskupem ordynariuszem diecezji Teruel i Albarracín. Sakry udzielił mu 21 stycznia 2017 metropolita Saragossy - arcybiskup Vicente Jiménez Zamora. 8 stycznia 2021 papież Franciszek przeniósł go na urząd biskupa koadiutora Almerii. Rządy w diecezji objął 30 listopada 2021, po przejściu na emeryturę poprzednika. 